# Erik Jan Hanussen
Erik Jan Hanussen   (Viena, 2 de juny de 1889 - Berlín, 25 de març de 1933) nom artístic de Harschel Steinschneider, va ser un il·lusionista, astròleg i clarivident, un cèlebre personatge de l'espectacle a l'Alemanya del període d'entreguerres. Igualment se’l coneix per haver assessorat Adolf Hitler sobre com escenificar els seus discursos i per la seva predicció de l’incendi del parlament alemany (Reichstag) la nit del 27 de febrer de 1933.

## Biografia
Encara que Hanussen afirmava ser un aristòcrata danès, en realitat venia d'una família de jueus de Moràvia. Era fill de Siegfried Steinschneider, un actor que també custodiava una sinagoga a Viena (Àustria), i d’Antonie Julie Kohn, una cantant. De jove, es va unir a diferents circs ambulants recorrent el centre d’Europa. A Praga, va obrir un consultori de clarividència.
Des de Praga es va traslladar a Berlín a mitjans dels anys 20, des d’on a traves de l’actor, escriptor i simpatitzant nazi Hans Einz Ewers, va conèixer Hitler, líder del Partit Nacionalsocialista, que aleshores només era una associació política marginal. Sembla que en aquesta trobada va predir al futur dictador, que en pocs anys assoliria al poder i tindria al poble alemany rendit als seus peus. D’ençà llavors tant Hitler com altres alts càrrecs del partit es van convertir en clients del vident, freqüentant el Palau de l’Ocultisme que dirigia i on hi feia conferencies i actuacions rituals. Segons un informe del doctor Walter C. Langer per a l'Oficina de Serveis Estratègics del 1943, Hanussen va alliçonar Hitler sobre tècniques de control de masses, mitjançant l'ús del gest i dels intervals dramàtics. A part dels capitosts del partit nazi, el mag freqüentava l’amistat amb membres de la Sturmabteilung (SA).
Aquells que havien estat seguidors de l'endevinador, com Rudolf Hess o Goebbels, començaren a sentir recel veient la influença que exercia sobre Hitler. L'acusaren de Rasputin germànic i de celebrar orgies rituals amb els seus joves seguidors.

#### La profecia del Reichstag
Cada cop més assetjat per l'elit nazi, va ser el mateix mag qui es va llaurar la seva sentencia de mort quan, en una de les seves actuacions teatrals, va predir l’incendi del Reichstag uns dies abans del succés la nit del 27 de febrer de 1933. Malgrat la incertesa de l'autoria, l'incendi produït una setmana abans de les eleccions, beneficiava políticament als nazis i es considera més que probable que va ser obra d'ells mateixos, cosa que feia summament incomoda aquella profecia que podia fer entreveure les sospites d'un muntatge.
Un cop elegit com a nou canceller d'Alemanya, Hitler va executar el Decret de l'Incendi del Reichstag que fulminava tots els drets democràtics del país. Engarjolant a un bon nombre d'opositors, als que Hitler culpava de l'incendi, el futur führer va poder obtenir majoria parlamentaria per canviar la constitució i instaurar la dictadura.
Els vaticinis de Hanussen van esgotar la paciència dels dirigents nazis i també la confiança de Hitler, que començà a témer del perill de les seves facultats psíquiques. La profecia del Reichstag va ser l'ultima actuació de Hanussen, el Palau de l’Ocultisme es va clausurar, així com també se li va prohibir organitzar conferencies.

#### Mort misteriosa
La troballa del cos de Hanussen es produí el 7 d'abril de 1933 en un bosc als afores de Berlín. Havia estat mort amb arma de foc i en el rostre hi havia marques provocades per animals (llops?), la qual cosa dificultava la seva identificació. La conjectura més acceptada és la que afirma que foren tres membres de les SA els responsables de l'assassinat. A banda dels dots extrasensorials del personatge, també s'ha suggerit que Hanussen podia haver fet servir la informació que li havien passat les seves amistats del partit, i la seva famosa predicció hauria estat un frau.

## A la ficció literària i al cinema
El 1933, Pierre Mariel, un escriptor vinculat a la intel·ligència francesa, va escriure sota el pseudònim Teddy Legrand, Les Sept Tetes du Dragon Vert ("Els set caps del drac verd"). Afirmava revelar les maquinacions d'una conspiració que, entre altres coses, va estar darrere de l'ascens al poder de Hitler. Hanussen apareix disfressat com "l'Home dels guants verds", un agent de la conspiració.
A la novel·la detectivesca del 2009 "Si els morts no ressusciten" (If the dead rise not) de Philip Kerr, Hanussen organitza orgies homosexuals al seu iot, i fa pel·lícules per fer xantatge als líders nazis que hi participen.
A la pel·lícula "Hanussen" (1955), el paper del mag és interpretat per O.W. Fischer, dirigida per O.W. Fischer i Georg Marischka.
A la pel·lícula Hanussen de István Szabó (1988), interpretat per Klaus Maria Brandauer.
A la pel·lícula "Invincible" de Werner Herzog (2001). El personatge l’interpreta Tim Roth.
A la pel·lícula The King's Men (2021). El personatge és interpretat per Daniel Brühl.